# Ciudad Jardín (Sevilla)
Ciudad Jardín es un barrio residencial de chalets de distinto tamaño construido para la Exposición Iberoamericana de 1929 de Sevilla. El nombre proviene del movimiento de las ciudades jardín que se iniciaron en Reino Unido en el siglo XIX, como proyectos urbanísticos que armonizasen la vida de las clases populares. El proyecto fue similar al de los Hoteles del Guadalquivir, hoy Heliópolis, sin embargo en el caso de Ciudad Jardín los chalets eran más pequeños.
Se encuentra dentro del Distrito de Nervión. Dentro de la demarcación territorial del barrio de Ciudad Jardín se encuentran unas instalaciones deportivas con una piscina pública y, más al sur, el antiguo Matadero. En la Avenida Ciudad Jardín se encuentra la parroquia de La Milagrosa, reformada en 1994.

## Historia
Al igual que el Cerro del Águila, la Ciudad Jardín vino a edificarse sobre parte de los terrenos del llamado Cortijo del Maestrescuela, conocido por este nombre desde el siglo XVII y propiedad del Marqués de Nervión antes de que fueran urbanizados. El terreno fue adquirido en los años 20 por una inmobiliaria con el fin de construir una serie de chalets o pequeños hoteles para alojar a visitantes de la Exposición Iberoamericana de 1929, por lo que el Comité de la Exposición fue el patrocinador del barrio. Los chalets finalmente no acogieron a nadie porque la Exposición tuvo menos visitantes de los esperados y, tras la celebración de la muestra, fueron usados como residencias de particulares. Sin embargo, al principio hubo problemas por la dejadez del Ayuntamiento, que no planificaba debidamente la recogida de basuras, y por tener un mal transporte público, ya que las líneas de tranvía más cercanas eran las del Matadero y de Nervión. 
La vida de la ciudad se centraba en el casco antiguo y en el resto de lugares había grandes extensiones de campo. La calle Roque Hernández iba paralela al arroyo del Tamarguillo, responsable de muchas inundaciones. La más importante que vivió Ciudad Jardín fue en 1937, sin embargo la más conocida fue la  riada del Tamarguillo de 1961, que motivó la Operación Clavel, en la que los vecinos fueron desalojados en camiones y llevados a una de las naves del matadero. En ese momento la barriada de Amate, que estaba constituida por chabolas, había desaparecido.
En 1937 las calles seguían sin pavimentar y las casas se desquebrajaban por la endeblez de la construcción, por lo que los vecinos se negaban a pagar los alquileres. Entonces el Ayuntamiento hizo un zafarrancho de trabajos que duró varios meses y en el que se urbanizaron las calles, se dotaron de luz eléctrica, se construyó una piscina, un jardín infantil y comenzaban las obras de una guardería. En 1949 el barrio se completó con un grupo de viviendas militares. Posteriormente, se fueron urbanizándose todas las barriadas colindantes y fueron mejorando las infraestructuras, se ampliaron las líneas de autobuses, insertando al barrio en la ciudad. A finales del siglo XX, el barrio quedó bien comunicado con toda la ciudad gracias a la nueva Ronda del Tamarguillo.